# La peccatrice dell'isola
La peccatrice dell'isola è un film del 1952 diretto da Sergio Corbucci.

## Produzione
Il film è ascrivibile al filone dei melodrammi sentimentali, comunemente detto strappalacrime, molto in voga tra il pubblico italiano negli anni del secondo dopoguerra (1945-1955), in seguito ribattezzato dalla critica con il termine neorealismo d'appendice.